# 주꾸미볶음
주꾸미볶음은 주꾸미에 양념을 묻혀서 볶은 음식이다.